# Bernáth Varga Balázs
Bernáth Varga Balázs (Királyhegyes, 1932. május 14. – Helvécia, 2017. január 12.) magyar jogász, ügyvéd, politikus, a Független Kisgazdapárt főtitkára, 1994 és 2002 között országgyűlési képviselő.

## Élete
Bernáth Varga Balázs 1932-ben született a Csongrád vármegyei Királyhegyesen, szülei gazdálkodók voltak. Az elemi iskolát Királyhegyesen végezte, majd középiskolai tanulmányait Makón és Szegeden folytatta, de közvetlenül az érettségi előtt osztályidegenként eltanácsolták a makói József Attila Gimnáziumból. 1950-ben segédmunkás lett a szegedi vasöntödében, majd 1952-től munkaszolgálatos katona, 1953 novemberétől pedig tüzérként sorkatonai szolgálatot teljesített Marcaliban. 1954 novemberében segédmunkásként visszatért a vasöntödébe.
Az 1956-os forradalom idején a helyi Nemzeti Tanács tagja volt, ezért 1957 januárjában letartóztatták, és Szegeden tartották fogva. 1957 augusztusi szabadulását követően 1959 májusáig közbiztonsági őrizet alatt állt Királyhegyesen, majd ismét a szegedi vasöntöde segédmunkása lett. Hamarosan a szegedi József Attila Gimnázium esti tagozatán tett érettségit, és 1962-ben a szegedi József Attila Tudományegyetem Állam- és Jogtudományi Karának hallgatója lett, ahol 1967-ben doktorált.
A Csongrád-Békés Megyei Melléktermék- és Hulladékgyűjtő Vállalatnál (MÉH) kezdett dolgozni jogi előadóként, majd a szegedi közúti igazgatóság osztályvezetõje volt. 1978-ban a kecskeméti közúti igazgatóság osztályvezetője, majd a Bács-Kiskun Megyei Vízmű Vállalat önálló jogtanácsosa lett. 1992-től magánügyvédként dolgozott.
Közéleti pályáját 1987-ben kezdte, amikor részt vett a Magyar Demokrata Fórum kecskeméti szervezetének megalakításában, majd a párt országos fegyelmi bizottságának tagja lett. 1987-től 1988-ig az MDF kecskeméti szervezetének elnökségi tagja volt. 1989-ben kilépett az MDF-ből, mert nem értett a párt kártalanítási politikájával. Még ebben az évben a Független Kisgazdapárt kecskeméti szervezetének alapító tagja lett, 1989 és 1990 között a városi szervezet elnöke volt, majd 1990-ben a párt Bács-Kiskun megyei elnöke és országos alelnöke lett. 1991-től az FKgP országos pártfőügyésze volt, majd 1994-ben ismét országos alelnök lett.
Az 1994-es magyarországi országgyűlési választáson az országos lista 14. helyén szerepelt és a Bács Kiskun megyei területi lista listavezetője volt, végül a megyei listán szerzett mandátumot. Az Országgyűlés munkájában az önkormányzati és rendészeti állandó bizottság elnökeként is részt vett. 1996-ban pártja főtitkárává választották.
Az 1998-as országgyűlési választáson az FKgP országos listájának 2. helyéről szerzett mandátumot, a párt belharcai során Torgyán József bizalmasának számított. 2002-ben visszavonult a politikától.
1962-ben vette feleségül Vass Mária adminisztrátort, két gyermekük született.